# Різдвяні канікули
«Різдвяні канікули» (англ. National Lampoon's Christmas Vacation) — американський комедійний фільм 1989 року режисера Джерімая Чечик, за сценарієм Джона Г'юза. Продовження фільмів «Канікули» (1983) та «Європейські канікули» (1985). Прем'єра стрічки відбулася 1 грудня 1989 року.

## Сюжет
Кларк Грізволд та його родина готуються зустрічати Різдво. Першим кроком на шляху до цього є вибір святкової ялинки. Тому Кларк, його дружина Еллен, їх діти Расті та Одрі разом вирушають на пошуки одного із символів Різдва. Однак уже в дорозі з родиною Грізволдів трапляється прикрий випадок, коли Кларк ініціює сутичку з іншим водієм. Небажання поступитися дорогою ледь не закінчується трагічно для всієї сім'ї. На щастя авто Грізволдів злітає з дороги та приземляється саме в тому місці, де можна знайти собі ялинку. Проте і тут Кларк знову проявляє свою вдачу, коли забуває взяти з собою пилку. Тому Грізволдам доводиться везти до себе додому ялинку разом з корінням.
Тим часом в компанії, де працює Кларк, всі співробітники з нетерпінням очікують на різдвяні премії. Голова сімейства Грізволдів вже навіть приготував сюрприз для родини, таємно почавши заготовляти все необхідне для будівництва басейну. Ось тільки всі думки Кларка про те, чи вистачить йому коштів на реалізацію своєї мрії.
Напередодні свята кількість людей в будинку Грізволдів починає збільшуватись. Першими гостями Кларка та Еллен стають їх батьки, незважаючи на той факт, что вони дещо конфліктують між собою. Тим не менш це не заважає Кларку продовжувати підготовку до свята. Він планує прикрасити свій дім величезною гірляндою, щоб будинок буквально сяяв. Втім, і цей задум стикається з певними труднощами. У самий вирішальний момент, коли Кларк вже хотів продемонструвати своїм близьким результати своєї роботи, гірлянда просто відмовляється працювати. Поступово всі ці дрібні невдачі разом з відсутністю різдвяної премії починають псувати настрій Кларку. Пізніше на порозі його дому з'являється ще й кузен Едді та його родина, яких ніхто не очікував побачити...

## У ролях
- Чеві Чейз — Кларк Грізволд
- Беверлі Д'Анджело — Еллен Грізволд
- Джонні Галекі — Расті Грізволд
- Джульєтт Льюїс — Одрі Грізволд
- Ренді Куейд — кузен Едді
- Джон Рендольф — батько Кларка
- Даян Ледд — Нора, мати Кларка
- Е. Г. Маршалл — батько Еллен
- Доріс Робертс — мати Еллен
- Міріам Флінн — дружина Едді
- Вільям Гіккі — Льюїз, дядько Кларка
- Мей Куестл — Бетані, тітка Кларка
- Сем Макмюррей — колега Кларка
- Ніколас Гест — сусід
- Джулія Луї-Дрейфус — сусідка
- Браян Дойл-Мюррей — бос Кларка
- Ніколетт Скорсезе — продавчиня в магазині

## Цікаві факти
Наступним фільмом цієї франшизи стала стрічка «Канікули у Вегасі», яка вийшла у 1997 році. Вже пізніше, у 2003 році, було знято спін-офф «Різдвяні канікули 2», де всі події розгортаються навколо кузена Едді та його родини. 